# Ochthera

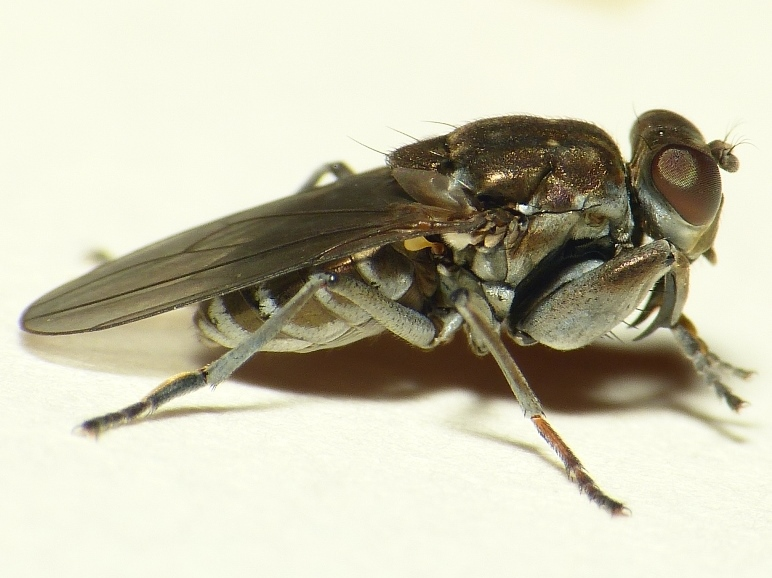
Ochthera mantis

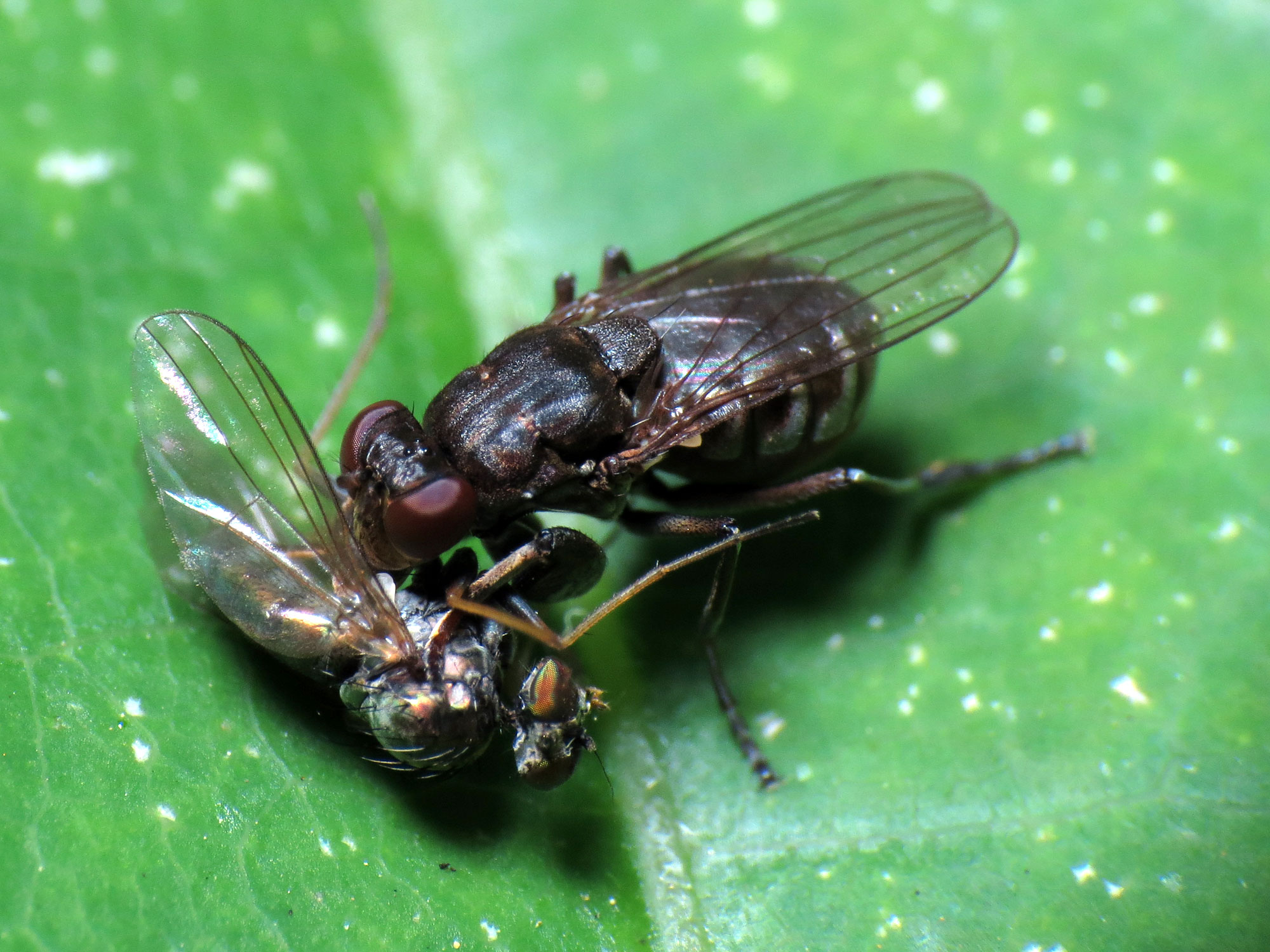
Ochthera sp. mit erbeuteter Langbeinfliege (Dolichopodidae)

Ochthera ist eine Gattung aus der Familie der Salzfliegen (Ephydridae). Sie wurde von Latreille 1802 eingeführt.

## Merkmale
Die Fliegen sind meist 4–5 mm lang. Ihre Facettenaugen liegen relativ weit auseinander. Die vorderen Coxae sind stark verlängert. Die vorderen Femora sind verdickt und weisen auf ihrer Unterseite Stacheln auf. Die vorderen Tibien weisen einen dornartigen Sporn auf, der ähnlich Fangschrecken nach hinten gerichtet ist.

## Lebensweise
Die Fliegen findet man an verschiedenen Gewässern (Tümpel, Bäche, Flüsse und Seen). Die Imagines erbeuten mit ihren kräftigen bewehrten Vorderbeinen kleinere Insekten, darunter Fliegen, Mücken und Spitzkopfzikaden und deren Larven. Mit Hilfe ihres dornartigen Sporns können sie auch Beutetiere aus dem Boden ausgraben. Die Larven entwickeln sich aquatisch oder semi-aquatisch. Sie ernähren sich räuberisch, hauptsächlich von den Präimaginalstadien von Zuckmücken (Chironomidae). Die Larven der in Afrika vorkommenden Art Ochthera chalybescens erbeuten auch die Larven und Puppen der Stechmücken-Art Anopheles gambiae, die als ein bedeutender Vektor für Malariaerreger gilt.

## Systematik
Die Gattung besteht aus etwa 40 Arten weltweit. In Europa ist Ochthera mit 4 Arten (O.  manicata, O. mantis, O. palearctica, O. schembrii) vertreten, in Nordamerika mit 13 Arten.

## Arten
Im Folgenden eine Auswahl der Arten:
- Ochthera acta Clausen, 1977
- Ochthera anatolikos Clausen, 1977
- Ochthera baia Cresson, 1931
- Ochthera borealis Clausen, 1977
- Ochthera chalybescens Loew, 1862
- Ochthera circularis Cresson, 1926
- Ochthera collina Clausen, 1977
- Ochthera cuprilineata Wheeler, 1896
- Ochthera exsculpta Loew, 1862
- Ochthera lauta Wheeler, 1896
- Ochthera loreta Cresson, 1931
- Ochthera margarita Cresson, 1932
- Ochthera manicata (Fabricius, 1794)
- Ochthera mantis (De Geer, 1776)
- Ochthera occidentalis Clausen, 1977
- Ochthera palearctica Clausen, 1977
- Ochthera pilimana Becker, 1903
- Ochthera pilosa Cresson, 1926
- Ochthera rapax Loew, 1862
- Ochthera schembrii Rondani, 1847
- Ochthera tuberculata Loew, 1862